# 587 Hypsipyle
Az 587 Hypsipyle egy a Naprendszer kisbolygói közül, amit Max Wolf fedezett fel 1906. február 22-én.